# Balconette-BH

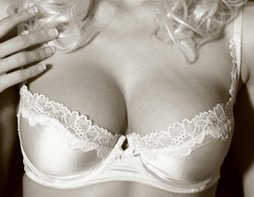
Balconette-BH

En balconette är en bygel-BH formgiven för att lyfta bysten och skapa en rund form på brösten. Den första formgavs i USA 1938.[källa behövs] Balconetten blev först mode i mitten av 1950-talet, då bystdrottningarna utgjorde skönhetsideal.[källa behövs] Det karaktäristiska utseendet är det låga, halvmåneformade kuporna, med horisontellt snitt som inte täcker bystens ovansida. Detta gör att bysten lyfts upp, men inte trycks mot mitten. Axelbanden, som kan vara avtagbara, fäster långt ut på sidan av kuporna. Balconetten passar exempelvis till urringade klänningar, och kan även vara inbyggd i ett nattlinne, en torsolett eller andra heltäckande underkläder.